# كأس الكؤوس الأوروبية 1965–66
كأس الكؤوس الأوروبية 1965–66 هو الموسم 6 من  كأس الكؤوس الأوروبية. الذي يشرف على تنظيمه الاتحاد الأوروبي لكرة القدم، وكان عدد الأندية المشاركة فيه  31، وفاز فيه بوروسيا دورتموند.

## نتائج الموسم
| المركز | فريق             | لعب | ف | ت | خ | له | عليه | ف.أ | نقاط | ملاحظة |
| ------ | ---------------- | --- | - | - | - | -- | ---- | --- | ---- | ------ |
|        | بوروسيا دورتموند |     |   |   |   |    |      |     |      |        |